# Distrikt Ajoyani
Der Distrikt Ajoyani liegt in der Provinz Carabaya in der Region Puno in Südost-Peru. Der Distrikt wurde am 2. Mai 1854 gegründet. Er besitzt eine Fläche von 426 km². Beim Zensus 2017 wurden 2354 Einwohner gezählt. Im Jahr 1993 betrug die Einwohnerzahl 1563, im Jahr 2007 1938. Sitz der Distriktverwaltung ist die 4250 m hoch gelegene Ortschaft Ajoyani mit 1520 Einwohnern (Stand 2017). Ajoyani befindet sich etwa 28,5 km südöstlich der Provinzhauptstadt Macusani.

## Geographische Lage
Der Distrikt Ajoyani befindet sich im Andenhochland im Süden der Provinz Carabaya. Im Norden erhebt sich ein Gebirgsmassiv mit dem 5269 m hohen Nevado Queroni. Der Río Ajoyani entwässert einen Großteil des Areals nach Süden zum Río Ramis (auch Río Azángaro).
Der Distrikt Ajoyani grenzt im Südwesten an den Distrikt Antauta (Provinz Melgar), im Nordwesten an den Distrikt Macusani, im Norden an den Distrikt Ituata, im Nordosten an den Distrikt Coasa, im Osten an den Distrikt Usicayos, im Südosten an den Distrikt Crucero sowie im Süden an den Distrikt Potoni (Provinz Azángaro).